# Potocskáné Kőrösi Anita
Potocskáné Kőrösi Anita (Siófok, 1981. május 23. –) magyar közgazdász, mérlegképes könyvelő, adótanácsadó, politikus; 2018 és 2022 között a Jobbik Magyarországért Mozgalom országgyűlési képviselője, valamint 2020 januárját követően a párt országos alelnöke, 2022-től elnökhelyettese.

## Családja
Férje Potocska Gábor. Gyermekeik Gergő és Bálint. Családjával Siófokon él.

## Életrajz

### Tanulmányai
1995 és 2000 között a siófoki Perczel Mór Gimnázium magyar–német két tanítási nyelvű osztályban tanult és érettségizett le. 2001 és 2005 között a Dunaújvárosi Főiskola közgazdász gazdálkodási szakán tanult, regionális gazdaságtan specializáción. 2007 és 2009 között a kaposvári Perfekt Zrt. mérlegképes könyvelő képzésén tanult vállalkozási szakon. 2009 és 2010 között a budapesti Magyar Üzletemberképző Szakközépiskola adótanácsadó képzésén tanult. 2011 és 2013 között a Pannon Egyetemen tanult, ahol okleveles közgazdász számvitel szakon tanult vezetői számvitel szakirányon, továbbá könyvvizsgálat szakirányon. 2013 óta a Kaposvári Egyetem Gazdálkodás és Szervezéstudományok Doktori Iskolájának doktorjelöltje.
C-típusú felsőfokú német és C-típusú középfokú angol nyelvvizsgája van.

### Munkássága
2005 februárja és 2010 júniusa között a siófoki Fejes Könyvelő és Adótanácsadó Kft.-nél számviteli ügyintéző pozícióban dolgozott. 2010 júniusa és 2014 májusa között a siófoki FGSZ Földgázszállító Zrt.-nél dolgozott számvitel és adószakértő pozícióban.

### Politikai pályafutása
2014. december 1. és 2018. május 17. között Siófok alpolgármestere. 2016 szeptemberében csatlakozott a Jobbikhoz, Vona Gábor felkérésére.
2018. május 18. óta a Jobbik Magyarországért Mozgalom országgyűlési képviselője. 2018. június 4. és 2018. október 15. között a Törvényalkotási bizottság tagja. 2018. október 15. óta a Gazdasági bizottság tagja. 2018. november 20. óta a Gazdasági bizottság Turisztikai albizottságának. 2018. november 20. óta a Gazdasági bizottság Közlekedési albizottságának tagja.
A Jobbik 2020-as Tisztújító Kongresszusán a párt alelnökévé választották.
A 2021-es ellenzéki előválasztáson a siófoki (Somogy megyei 4. sz. országgyűlési egyéni választókerületben) indult és győzött. A 2022-es országgyűlési választáson egyéniben 35,76%-kal maradt alul a majdnem 60%-ot szerzett Witzmann Mihállyal szemben, és a hatpárti ellenzéki lista 272. helyéről sem jutott a parlamentbe.
| Elődje: Jakab Péter | A Jobbik Magyarországért Mozgalom elnöke 2022 – 2022 | Utódja: Gyöngyösi Márton |